# Byodo-In

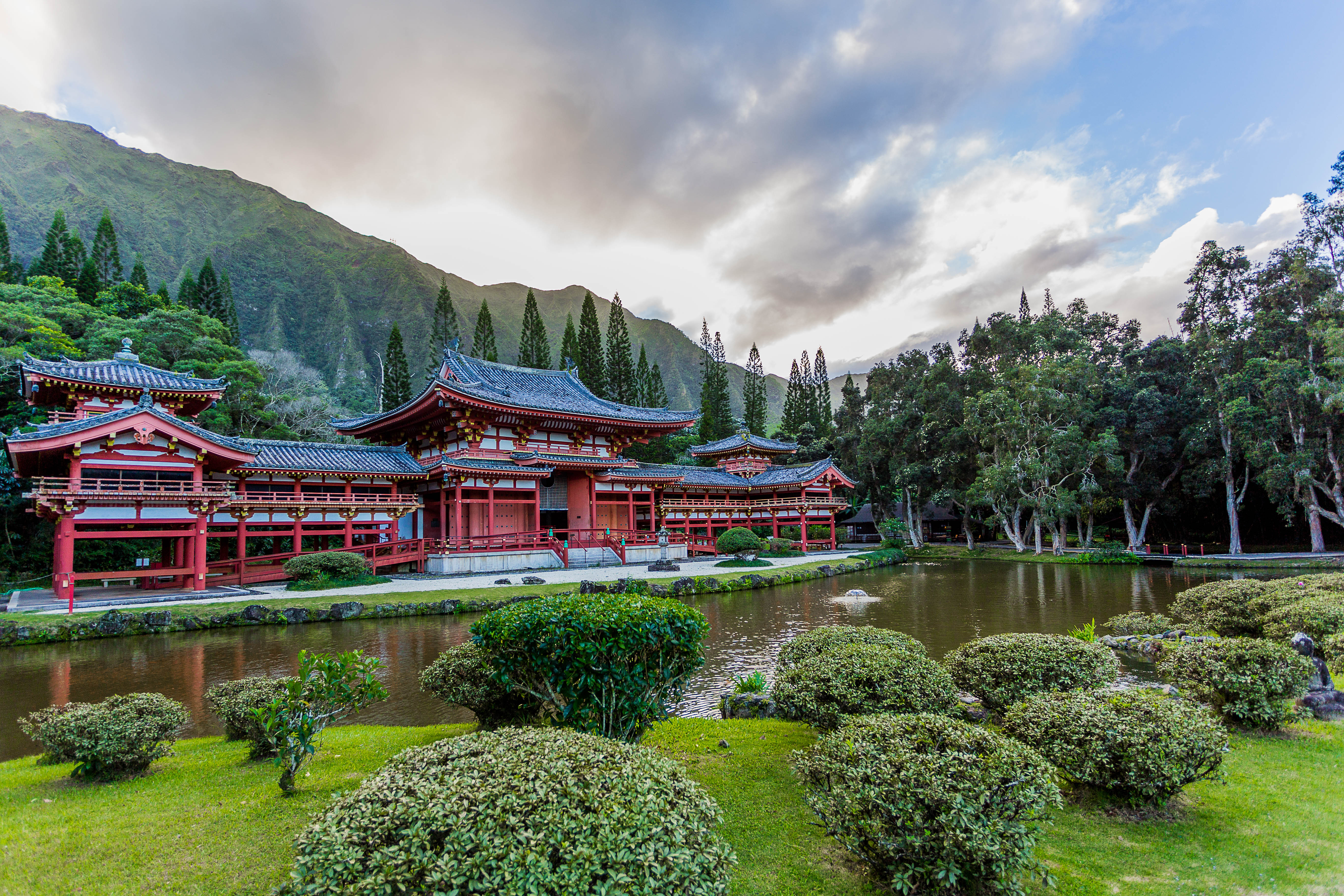
Byodo-In-templet byggdes som ett monument över den stora japanska invandringen till Hawaii, men är öppet för alla religioner.

Byodo-In är ett tempel på ön Oahu i Hawaii. Det är en halvskalekopia i betong av det japanska trätemplet Byōdō-in i Uji från 1000-talet. Inuti Byodo-In-templet finns en 18 ft (5,5 m) hög staty av Lotus Buddha, en träskapelse föreställande Amitābha.
Templet byggdes 1968 till hundraårsminnet av den första japanska invandringen till Hawaii. Trots sitt buddhistiska utseende är det öppet för alla trosriktningar. I templet firas det bröllop. Kremeringar och begravningar kan också utföras.